# غازتك
غازتك «المصرية الدولية لتكنولوجيا الغاز» أو (بالإنجليزية: Gastec - Egyptian International Gas Technology)‏ هي إحدى شركات قطاع البترول المصري, والتي تأسست عام 1996 وفقا لأحكام قانون الإستثمار رقم 230 لسنة 1989 ولائحته التنفيذية والمعدل بقانون ضمانات وحوافز الإستثمار رقم 8 لسنة 1997، ووفقا لقرار وزير الاقتصاد والتعاون الدولي رقم 125 لسنة 1996
كشركة مساهمة مصرية، وذلك برأس مال مدفوع قيمته 100 مليون جنيه مصري.
تعد الشركة إحدى الشركات الرائدة في مجال إنشاء وتشغيل محطات تموين ومراكز تحويل السيارات للعمل بالغاز الطبيعى في مصر والشرق الأوسط.

## نشاط الشركة
- إنشاء محطات تموين السيارات بالغاز الطبيعى المضغوط.
- تحويل السيارات للعمل بالغاز الطبيعى.
- تقديم خدمة اختبار الاسطوانات لجميع عملاء الشركات العاملة في مجال الغاز الطبيعى للسيارات في مصر.
- وضع الإطار العام لعوامل الأمان والمواصفات الفنية للأنظمة المرتبطة طبقاً للقواعد والقوانين المصرية.

## دور الشركة
تلعب الشركة دور بارز في احتفاظ مصر بمكانتها ضمن قائمة الدول الرائدة على مستوى العالم في هذا المجال من خلال معدلات التحويل ومبيعات الغاز العالية التي تحققها الشركة سنوياً، والتي وصلت إلى إجمالي معدل تحويل قدره 87987 سيارة، وإجمالي معدل مبيعات غاز قدره 2.170 مليار متر مكعب منذ بدء النشاط وحتى نهاية عام 2013. ومن أهم العوامل التي ساعدت الشركة على ذلك انتشارها على مستـوى 19 محافظة من محافظات الجمهورية التي تصل إليها شبكة الغاز الطبيعى، محققة بذلك أعلى معدل انتشار بين جميع الشركات العاملة في مجال غاز السيارات.

## محطات التموين ومراكز التحويل
تمتلك الشركة أكبر شبكة محطات تموين ومراكز تحويل في مصر والتي تصل إلى 78 محطة تضم قاعدة ضخمة من الضواغط التي تعمل بضغوط مختلفة فضلاً عن عدد 10 محطات تحت الإنشاء خلال عام 2014، كما تمتلك الشركة عدد 32 مركز تحويل تعمل بطاقات مختلفة تصل إلى 60 سيارة يومياً/للمركز الواحد. وتجدر الإشارة إلى أن الشركة تحتل موقع الصدارة بين شركات الغاز الطبيعى للسيارات في مصر للعام الرابع على التوالى من خلال استحواذها على أعلى حصة سوقية بين جميع الشركات العاملة في المجال حيث بلغت حصتها السوقية في مجال التحويل نسبة 51% من إجمالي عدد السيارات المحولة لهذا العام، كما بلغت حصتها السوقية من إجمالي مبيعات الغاز نسبة 44.2%.

## المساهمين
يساهم في رأسمال الشركة كل من:-
- إينى إنترناشيونال بى في الهولندية: 40%
- بتروجيت - المشروعات البترولية والاستشارات الفنية: 10%
- مصر للبترول: 20%
- غاز مصر: 10%
- مصر للتأمين: 10.73%
- مصر لتأمينات الحياة: 9.27%

## رؤساء الشركة
- مهندس/ عبد الفتاح فرحات
- مهندس / هشام رضوان
- مهندس / محمد إبراهيم
- مهندس / فؤاد رشاد
- مهندس / إبراهيم وإلى
- مهندس / شريف هاشم